# حمى أومسك النزفية
حمى أومسك النزفية (بالإنجليزية: Omsk hemorrhagic fever)‏ هي حمى نزفية فيروسية تسببها فيروسة مصفرة تحمل اسم المرض (فيروس حمى أومسك النزفية).
يوجد الفيروس في سيبيريا. وسمي المرض بسبب تفشيه في مدينة أومسك.

## تاريخ المرض
اكتشف ميخائيل تشوماكوف وزملاؤه الفيروس المسبب للمرض بين عامي 1945 و 1947 في أومسك في روسيا. وجدت العدوى في غرب سيبيريا في أومسك ونوفوسيبيرسك وكورغان وتيومين. يعيش الفيروس في الماء ويتقل إلى الإنسان عن طريق الماء الملوث أو القراد.

## الأعراض
هنالك عدد من الأعراض التي تظهر بعد الإصابة بعدوى الفيروس. تظهر المرحلة الأولى في الأيام 1-8. تشمل الأعراض نفضان وصداع وألم في الأطراف السفلى والعليا وإعياء شديد وطفح في الحنك وانتفاخ في غدد الرقبة واسترواء الملتحمة وتجفاف وانخفاض ضغط الدم وأعراض اضطرابات الجهاز الهضمي وتأثيرات على الجهاز العصبي المركزي.
قد يشفى بعض المرضى في الأسبوع الأول أو الثاني وقد لا يشفون. وقد تظهر أعراض نزف موضعي في اللثة أو الرحم أو الرئتين وطفح حطاطي حويصلي في الحنك وتضخم العقد اللمفية الرقبية وأعراض عصبية أخرى.
إذا استمر المرض أكثر من 3 أسابيع فقد تحدث موجة أخرى من الأعراض، والتي قد تشمل أعراض التهاب الدماغ. إذا شفي المريض من حمى أومسك النزفية فقد يعاني من أعراض فقدان السمع وتساقط الشعر ومشاكل نفسية وومشاكل في التصرفات مرتبطة بالمشاكل العصبية. أما إذا لم تزل الأعراض فقد يموت المريض.

## التشخيص
يمكن الكشف عن حمى أومسك النزفية بعزل الفيروس من الدم أو عن طريق فحص مصلي. نسبة الوفيات من حمى أومسك النزفية تبلغ 0.5–3٪.

## العلاج
لا يتوفر علاج لحمى أومسك النزفية. أما العلاج الداعم فهدفه المحافظة على إرواء الجسم ووقاية الجسم من مشاكل النزف.

## الوقاية
يجب تجنب القراد لمنع حدوث حمى أومسك النزفية. إن الأشخاص الذي يعملون أو ينشغلون بالزراعة أو التخييم أو العمل في الغابات أو الصيد (خصوصا فأر المسك السيبيري) معرضون لخطر شديد. أما الأشخاص الذين يقضون اوقاتا خارج المنزل فعليهم ارتداء الملابس الواقية وطارد الحشرات للحماية.

## الانتشار
تعد القوارض مثل فأر المسك العائل الرئيسي لفيروس حمى أومسك النزفية. يوجد فيروس حمى أومسك النزفية أصلا في القراد ثم ينتقل إلى القوارض عن طريق اللدغات. تنتقل العدوى إلى الإنسان عن طريق لدغات القراد أو عن طريق فأر المسك. وتصل العدوى إلى الإنسان عن طريق ملامسة دم أو براز أو بول فأر مسك (أو أي نوع من القوارض) مريض أو ميت. كما يمكن أن ينتقل الفيروس عن طريق حليب الماعز أو الخراف المصابة، حيث تنتقل العدوى بشدة وخطورة.